# ウィリアム・ダグラス (初代クイーンズベリー公爵)
初代クイーンズベリー公爵ウィリアム・ダグラス（英: William Douglas, 1st Duke of Queensberry、1637年 - 1695年3月28日）は、スコットランドの政治家、貴族。
1671年に第3代クイーンズベリー伯爵位を継承し、1682年にクイーンズベリー侯爵、1684年にクイーンズベリー公爵に叙せられる。

## 経歴
1637年に第2代クイーンズベリー伯爵ジェイムズ・ダグラスとその後妻マーガレット（初代トラクエア伯爵ジョン・ステュワートの娘）の間の長男として生まれる。
1664年から1667年までダンフリーズのシェリフと検死官を務める。1671年に父が死去し、第3代クイーンズベリー伯爵位を継承する。1680年6月にスコットランド最高刑事裁判所長官に就任。1682年2月にはクイーンズベリー侯爵に叙せられ、同年5月にスコットランド大蔵卿、同年9月にエディンバラ城総督に任じられる。
1684年2月にクイーンズベリー公爵に叙される。1685年のスコットランド議会では国王代理を務めた。長老派としてジェームズ1世（ジェームズ7世）のカトリック教会建設に反対したが、カトリックの第4代パース伯爵ジェームズ・ドラモンドから悪政を行ったと追及されるようになった。そのため1686年2月にスコットランド大蔵卿のポストが委員会制になり、彼はその委員長に転じたが、結局同年9月に全官職を剥奪された。
その後、名誉革命で王位についたメアリー2世とウィリアム3世をしぶしぶ支持した。
1695年3月28日に死去した。爵位は長男ジェイムズ・ダグラスに継承された。

## 栄典

### 爵位
1671年の父の死により以下の爵位を継承した
- 第3代クイーンズベリー伯爵 (3rd Earl of Queensberry)
(1633年6月13日の勅許状によるスコットランド貴族爵位)
- 第3代ドラムランリグ子爵 (3rd Viscount of Drumlanrig)
(1628年4月1日の勅許状によるスコットランド貴族爵位)
- ホーイック＝ティバーズの第3代ダグラス卿 (3rd Lord Douglas of Hawick and Tibbers)
(1628年4月1日の勅許状によるスコットランド貴族爵位)

1682年2月11日に以下の爵位を新規に叙される。
- 初代クイーンズベリー侯爵 (1st Marquess of Queensberry)
(勅許状によるスコットランド貴族爵位)
- 初代ドラムランリグ＝サンクアー伯爵 (1st Earl of Drumlanrig and Sanquhar)
(勅許状によるスコットランド貴族爵位)
- 初代ニス＝トーソルウォルド＝ロス子爵 (1st Viscount Nith, Torthorwald and Ross)
(勅許状によるスコットランド貴族爵位)
- キルモント＝ミドルビー＝ドーノックの初代ダグラス卿 (1st Lord Douglas of Kilmount, Middlebie and Dornock)
(勅許状によるスコットランド貴族爵位)

1684年2月3日に以下の爵位を新規に叙される。
- 初代クイーンズベリー公爵 (1st Duke of Queensberry)
(勅許状によるスコットランド貴族爵位)
- 初代ダンフリーズシャー侯爵 (1st Marquess of Dumfriesshire)
(勅許状によるスコットランド貴族爵位)

## 家族
1657年に初代ダグラス侯爵ウィリアム・ダグラスの娘イザベラと結婚し、彼女との間に以下の4子を儲ける。
- 長男ジェイムズ・ダグラス (1672-1711頃) - 第2代クイーンズベリー公爵位を継承
- 次男ウィリアム・ダグラス (-1705) - 初代マーチ伯に叙される
- 三男ジョージ・ダグラス (-1695)
- 長女アン・ダグラス (-1700) - 第4代ウィームズ伯爵デイヴィッド・ウィームズと結婚